# Minamoto no Masazane
O príncipe Minamoto no Masazane (源雅実, 1059  - 1127, também conhecido como Koga Masazane) foi um nobre do Período Heian da história do Japão.

## Vida
Masazane era o filho mais velho de Minamoto no Akifusa. Ele foi o primeiro membro do clã Minamoto a ascender ao cargo de Daijō Daijin. Foi fundador do Ramo Koga , que fazia parte do Seigake (descendentes do clã Fujiwara ou clã Minamoto que foram descendentes de imperadores).
Masazane foi nomeado para o Kurōdodokoro em 1069 e em 1074 promovido a Kurōdo no tō (encarregado dos arquivos imperiais) do Imperador Shirakawa.
Em 1077 ele foi nomeado Sangi e em 1078 foi vice-governador da província de Bizen (Bizen Gonmori).
Em 1083 ele foi nomeado Chūnagon, e promovido a Dainagon em 1086.
Ocupou o cargo de Naidaijin de 1100 até 1115, quando foi promovido a Udaijin . Entre 1106 e 1107 ele foi tutor imperial, e em 1122 ele foi promovido a Daijō Daijin, mas devido a doença teve que renunciar em 1124 e se aposentou de seus cargos tornando-se monge budista ( shukke ) com o nome de Renkaku. Morreu em 1127 e foi enterrado na Residência dos Koga (em Otagi, província de Yamashiro ).
Por um tempo escreveu o jornal Kuga Shōkoku-ki.
Entre seus filhos estavam Minamoto no Akimichi e Minamoto no Masasada.
| Precedido por Minamoto no Akifusa   | -- 4º Líder dos Murakami Genji (1094 -1124)            | Sucedido por Minamoto no Masasada  |
| Precedido por Ninguém               | -- 1º Líder dos Ramo Koga do Clã Minamoto (1094 -1124) | Sucedido por Minamoto no Masasada  |
| Precedido por Fujiwara no Tadazane  | 26º Daijō Daijin (1122 - 1124)                         | Sucedido por Fujiwara no Tadamichi |
| Precedido por Fujiwara no Tadazane  | 84º Udaijin (1115 - 1122)                              | Sucedido por Fujiwara no Ietada    |
| Precedido por Fujiwara no Moromichi | 20º Naidaijin (1100 - 1115)                            | Sucedido por Fujiwara no Tadamichi |